# Alfonso Di Legge
Alfonso Di Legge (Roma, 2 luglio 1847 – Roma, 9 aprile 1938) è stato un matematico e astronomo italiano.

## Biografia
Figlio di Filippo, avvocato originario di Priverno, e di Teresa Baffi, si laureò dapprima in ingegneria poi in matematica, nel 1869. Nello stesso anno entrò all'Osservatorio astronomico del Campidoglio come collaboratore di Lorenzo Respighi.
I suoi primi studi riguardarono principalmente l'algebra e la trigonometria ma ben presto si dedicò agli studi di astronomia (prevalentemente nell'indirizzo osservativo), in particolare del Sole ed alla compilazione dei cataloghi stellari.
Nel 1879 sposò Virginia Santi, che morì di parto un anno dopo, nel dare alla luce la figlia Rosa. Da allora, si dedicò esclusivamente all'educazione della figlia, agli studi ed alle ricerche di astronomia e geodesia.
Nel 1889 vinse il concorso per la cattedra di astronomia presso l'Università di Bologna ma pochi mesi dopo fu chiamato a ricoprire la medesima cattedra dell'Università di Roma, lasciata vacante per la morte del Respighi. Fu quindi direttore dell'Osservatorio astronomico del Campidoglio fino al 1922 quando, a 75 anni, fu collocato a riposo per limiti di età.
Morì a Roma, il 19 aprile del 1938, all'età di 91 anni.
Tra i suoi lavori, molte osservazioni di spettroscopia solare, la determinazione delle latitudini, longitudini ed ascensioni medie di migliaia di stelle e, soprattutto, la pubblicazione, con Francesco Giacomelli, del Catalogo Stellare Capitolino, lavoro iniziato dal suo maestro Respighi.
Fu membro dell'Accademia Nazionale dei Lincei e, nel 1922, venne decorato con la Gran Croce dell'Ordine della Corona d'Italia.

## Alcune pubblicazioni
- Formole relative al seno e coseno della somma di più archi, Roma, Tip. Salviucci, 1871.
- Sopra la curva piana in cui la somma della suttangente e della sunnormale è costante, Roma, 1872.
- Sulle formole fondamentali della trigonometria sferoidica, Roma, 1877.
- Catalogo delle declinazioni medie su 1.473 stelle comprese tra i paralleli 20° e 60° Nord, in Atti della R. Accademia dei Lincei, S. 3, VIII (1880) pp. 101–186.
- Astronomia sferica, Roma, 1882.
- Sul diametro solare, Tip. R. Accademia dei Lincei, 1885.
- Determinazione della differenza di longitudine fra Napoli e Roma (con Filippo Angelitti e Emanuele Fergola), R. Accademia dei Lincei, Roma, 1887.
- Su gli errori personali nelle osservazioni del diametro orizzontale del sole fatte al R. osservatorio del Campidoglio, Roma, 1890.
- Differenze di longitudine fra Roma, Padova ed Arcetri (con Antonio Abetti e Giuseppe Lorenzoni), Padova, 1891.
- Osservazioni del diametro orizzontale del Sole fatte nel R. Osservatorio del Campidoglio negli anni 1896-1900 (con A. Prosperi), Roma, 1902.
- Teorie moderne di cosmogonia, Roma, Tip. F.lli Pallotta, 1906.
- Latitudine astronomica del punto trigonometrico di Monte Mario in Roma determinata negli anni 1904-905 (con Emilio Bianchi e Antonio Loperfido), Bologna, 1909.
- Catalogo di stelle compilato sulle osservazioni fatte all'Osservatorio del Campidoglio, curato assieme a Francesco Giacomelli e Lorenzo Respighi, Roma, Tipografia dell'Unione, 1894-1911.
- Lorenzo Respighi: una pagina di storia dell'astronomia romana (con F. Giacomelli e A. Prosperi), Roma, Tip. U. Cassone, 1912.
- Lezioni di astronomia sferica, Roma, Università degli Studi La Sapienza, Tip. A. Sampaolesi, 1913.